# ウラジーミル・ヤロスラヴィチ (ノヴゴロド公)
ウラジーミル・ヤロスラヴィチ（ロシア語: Владимир Ярославич、1020年 - 1052年10月4日）は、ヤロスラフ1世と、スウェーデン王オーロフの娘インゲゲルド(ru)との間の子である。ノヴゴロド公（在位：1034年 - 1052年）。15世紀にブラゴヴェルヌィー(ru)として列聖された。

## 生涯

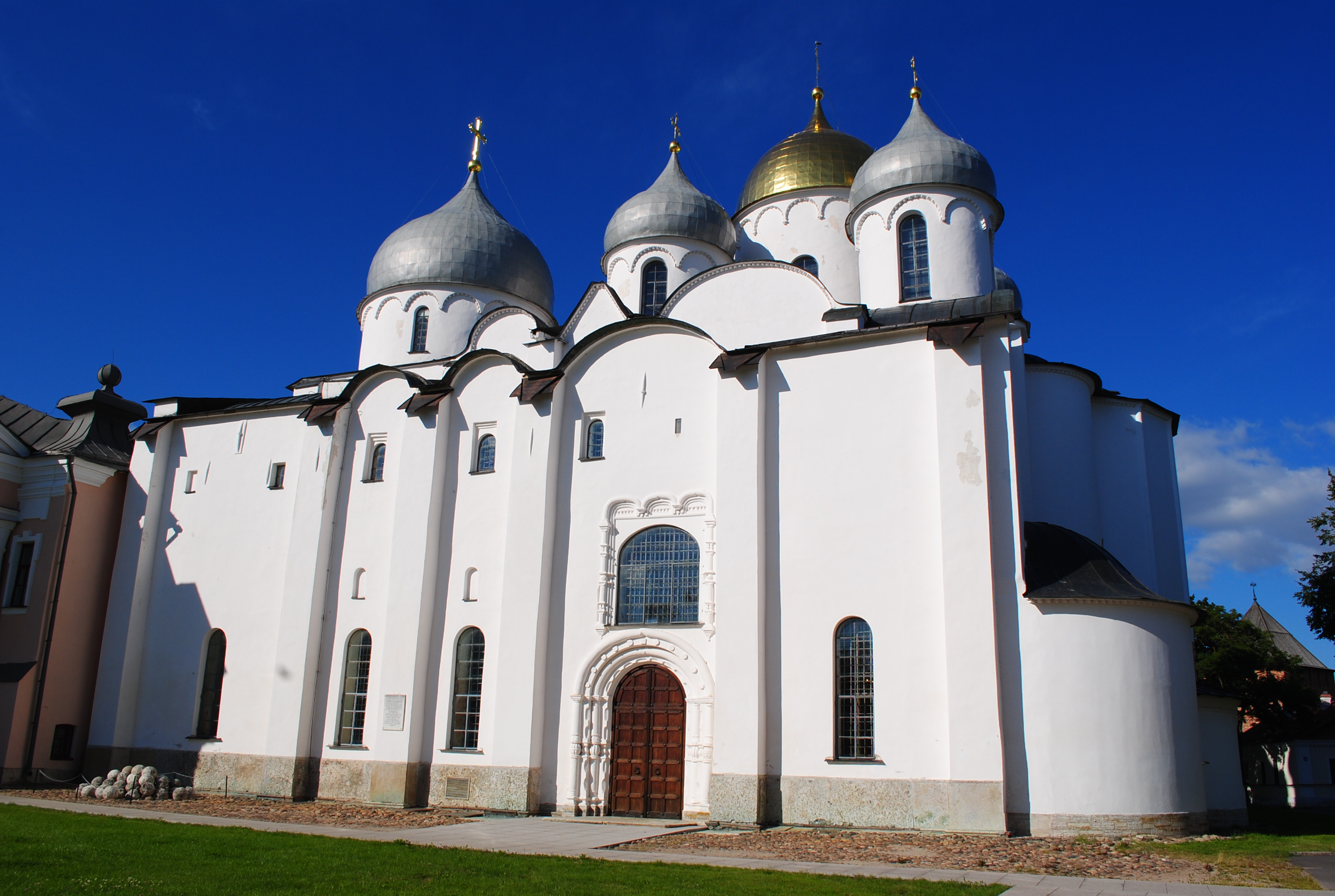
ノヴゴロドの聖ソフィア大聖堂

ウラジーミルは1020年生まれであるが、ノヴゴロドの年代記の1つには1030年生、複数の年代記には1034年生とする記述もある。ノヴゴロド公国の統治において、軍司令官（ヴォエヴォダ）のヴィシャタと、主教のルカ(ru)の補佐を得た。1042年、南フィンランドのヤミ族への遠征を行った。この遠征では多くの馬が疫病で死んだ。1043年にはハーラル3世と共にビザンツ帝国へ遠征した。このルーシとビザンツの戦争(ru)は失敗に終わったが、異説の中には、1044年にウラジーミルがヘルソンを手に入れたというものがある。
ウラジーミルはノヴゴロドに聖ソフィア大聖堂を建設した。また、ルカの指示によって石造りの要塞が作られた。聖ソフィア大聖堂は1052年9月14日に祓い清められており、その20日後、子のロスチスラフを残し、1052年10月4日に32歳で死去した。遺体は大聖堂のいずこかに安置された。
1439年、ノヴゴロドの大主教エヴフィミー(ru)は、10月4日をウラジーミルと、近くに埋葬されていた、ウラジーミルの父ヤロスラフの最初の妻のアンナの記憶日と定めた。これはアンナがウラジーミルの母と誤認されたからであるが、聖録は、アンナと、ウラジーミルの母のインゲゲルドの二人の女性を、アンナという修道名を持つイリーナという一人の女性に改変した。
ロシアの系譜学者N.A.バウムガルテン(ru)の説では、ウラジーミルはシュターデ伯レオポルドの娘・オダ(ru)と結婚したとされる。しかしA.V.ナザレンコ(ru)は、この説に疑問を呈している。